# Georges Franju
Georges Franju, född 12 april 1912 i Fougères, död 5 november 1987 i Paris, var en fransk filmregissör, mest känd för sin inflytelserika spänningsfilm De bestialiska (Les Yeux sans visage) från 1960.